# Beachvolley vid samväldesspelen
Beachvolley vid samväldesspelen hade premiär vid samväldesspelen 2018. Den förekom även vid samväldesspelen 2022. Det är en valbar sport för arrangörerna. 

## Resultat per upplaga

### Damer
| 2018 Mer information | Gold Coast | Melissa Humana-Paredes och Sarah Pavan | 2–0 | Mariafe Artacho del Solar och Taliqua Clancy | Linline Matauatu och Miller Pata | 2–0 | Manolina Konstantinou och Mariota Angelopoulou | 12 |
| 2022 Mer information | Birmingham | Melissa Humana-Paredes och Sarah Pavan | 2–1 | Mariafe Artacho del Solar och Taliqua Clancy | Miller Pata och Sherysyn Toko    | 2-1 | Alice Zeimann och Shaunna Polley               | 12 |

### Herrar
| 2018 Mer information | Gold Coast | Christopher McHugh och Damien Schumann | 2–1 | Sam Pedlow och Sam Schachter     | Ben O'Dea och Sam O'Dea        | 2–0 | Chris Gregory och Jake Sheaf           | 12 |
| 2022 Mer information | Birmingham | Christopher McHugh och Paul Burnett    | 2-1 | Sam Schachter och Daniel Dearing | Javier Bello och Joaquin Bello | 2-0 | Venuste Gatsinzi och Olivier Ntagengwa | 12 |